# Klaus Arnold (Medienwissenschaftler)

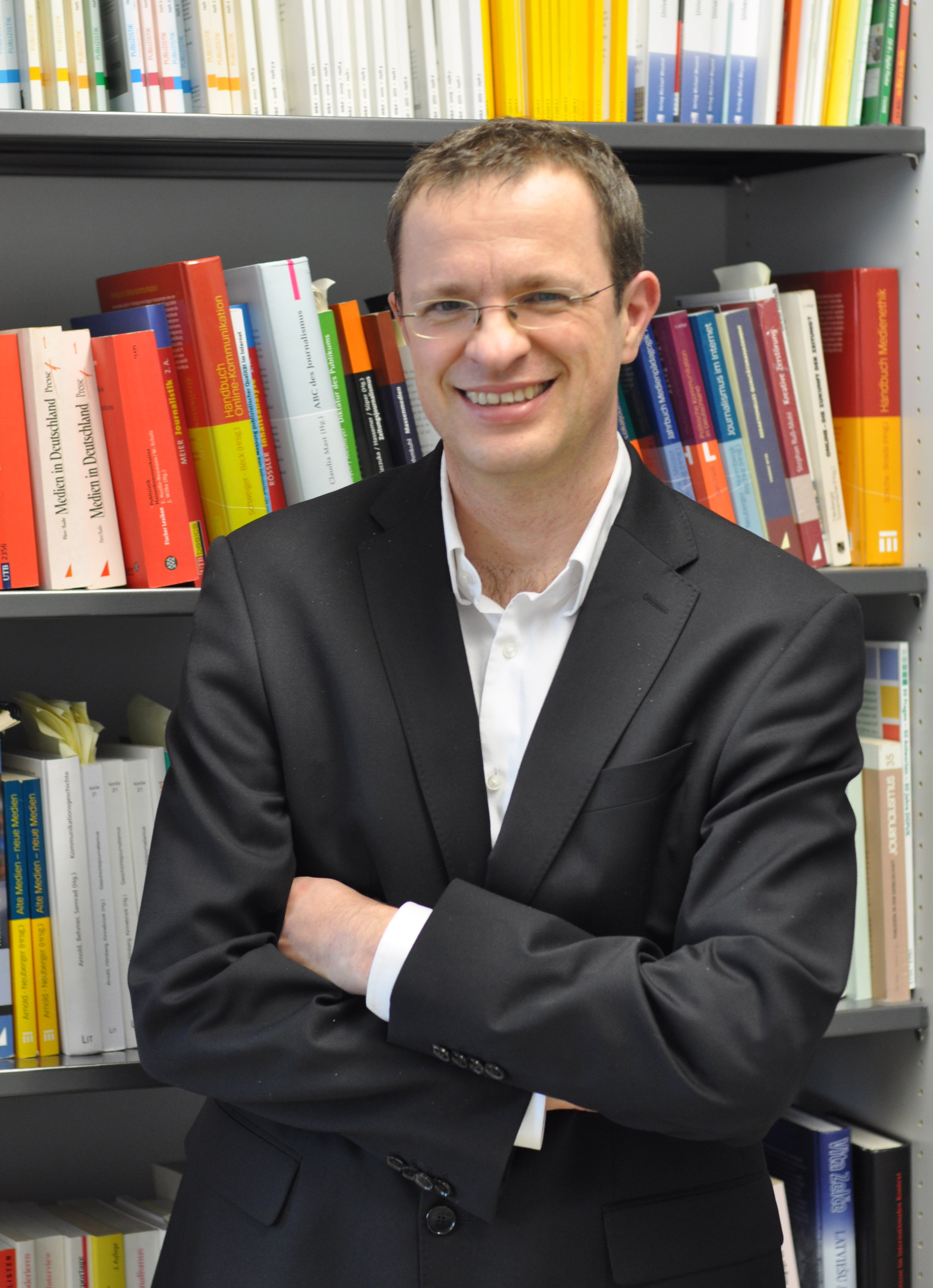
Klaus Arnold (2014)

Klaus Arnold (* 30. September 1968 in Nürnberg; † 29. Mai 2017 in Trier) war ein deutscher Medien- und Kommunikationswissenschaftler und Professor an der Universität Trier.

## Leben
Nach dem Abitur 1987 baute Klaus Arnold zunächst als Volontär, später als Redakteur und stellvertretender Redaktionsleiter bei Radio N1 den neugegründeten ersten privaten Radiosender in seiner Heimatstadt mit auf. Ab 1989 studierte er Journalistik und Slavistik an der Ludwig-Maximilians-Universität München  in München und an der Lomonossow-Universität in Moskau. Nach dem Abschluss als Diplom-Journalist mit einer Arbeit über Das Deutschlandradio und seine zwei Programme im Jahr 1995 wurde er wissenschaftlicher Mitarbeiter von Ursula E. Koch am Institut für Kommunikationswissenschaft und Medienforschung der Ludwig-Maximilians-Universität. 2001 schloss er seine Promotion ab und begann eine Tätigkeit als wissenschaftlicher Mitarbeiter von Jan Tonnemacher am Lehrstuhl für Journalistik II der Katholischen Universität Eichstätt-Ingolstadt. Nach der Habilitation im Jahr 2009 wurde er 2010 zum Professor für Medien- und Kommunikationswissenschaft an der Universität Trier ernannt.
Klaus Arnold war seit 2001 mit der Journalistin Antje Eichler verheiratet und hatte drei Kinder. Im Alter von 48 Jahren starb Klaus Arnold an einem Glioblastom, das sieben Monate vor seinem Tod bei einer Routineuntersuchung entdeckt worden war.

## Wissenschaft
Seine Forschungsschwerpunkte waren Medien- und Kommunikationsgeschichte, Kommunikations- und Journalismustheorie, Publikumsforschung sowie Qualität und Ethik im Journalismus. In der Lehre lag sein Fokus auf Medienstrukturen, Journalismus, Qualität und Ethik, Publikumsforschung sowie empirischen Methoden der Kommunikationsforschung wie Inhaltsanalyse und Befragung.
Klaus Arnolds Werk umfasst theoretische, historische und empirische Arbeiten. Sein Hauptaugenmerk liegt dabei auf der Geschichte der Medien und der Qualität von Journalismus. In seiner Promotion Kalter Krieg im Äther. Der Deutschlandsender und die Westpropaganda der DDR arbeitete er nicht nur einen wesentlichen Teil der Radiogeschichte der DDR auf, sondern setzte sich gleichzeitig mit Geschichte und Gegenwart von Propaganda auseinander. Später engagierte sich Klaus Arnold auch fachpolitisch für Mediengeschichte: von 2006 bis 2010 als Sprecher der Fachgruppe Kommunikationsgeschichte in der Deutschen Gesellschaft für Publizistik- und Kommunikationswissenschaft (DGPuK) und von 2009 bis 2012 zunächst als Mitbegründer und dann als Chair der Sektion Communication History in der European Communication Research and Education Association (ECREA). Hier arbeitete er zuletzt gemeinsam mit Susanne Kinnebrock und Paschal Preston am European Handbook of Media History, das im Oktober 2019 erschienen ist.
Seinen wichtigsten wissenschaftlichen Beitrag leistete Klaus Arnold mit seiner Habilitationsschrift zum Qualitätsjournalismus. Mit seinem darin entworfenen integrativen Qualitätskonzept und einer umfangreichen Befragung des Zeitungspublikums lieferte er einen bedeutenden Beitrag zur Messung von Qualität der Medienangebote und für die Diskussion um die Zukunft der Zeitung. Mit einem groß angelegten DFG-Projekt widmete sich Klaus Arnold schließlich dem Lokaljournalismus. Das Projekt Lokaljournalismus in Deutschland hat seine Mitarbeiterin Anna-Lena Wagner im Jahr 2018 abgeschlossen.

## Wissenschaftliche Publikationen (Auswahl)
- The Handbook of European Communication History. Hoboken: Wiley 2019 (Hrsg. zus. mit Susanne Kinnebrock und Paschal Preston).
- Die Leistungen des Lokaljournalismus. Eine empirische Studie zur Qualität der Lokalberichterstattung in Zeitungen und Onlineangeboten. In: Publizistik, 63. Jg. (2018), Heft 2, S. 177–206. (zus. mit Anna-Lena Wagner)
- Qualität im Journalismus. In: Meier, Klaus/Neuberger, Christoph (Hrsg.): Journalismusforschung. Stand und Perspektiven. 2. akt. u. erw. Aufl. Baden-Baden: Nomos 2016, S. 141–157.
- Qualität des Journalismus. In: Löffelholz, Martin/Rothenberger, Liane (Hrsg.): Handbuch Journalismustheorien. Wiesbaden: Springer VS 2016, S. 551–563.
- Journalistik. Grundlagen eines organisationalen Handlungsfeldes. München: Oldenbourg 2013 (zus. mit Klaus-Dieter Altmeppen)
- Qualität im Journalismus. In: Meier, Klaus/Neuberger, Christoph (Hrsg.): Journalismusforschung. Stand und Perspektiven. Baden-Baden: Nomos 2013, S. 77–88
- Are the Media Capable of Fair Reporting? Remarks on the Principle of Fairness in Journalism. In: Kals, Elisabeth/Maes, Jürgen (Ed.): Justice and Conflicts. Theoretical and Empirical Contributions. Berlin/Heidelberg: Springer 2012, S. 329–343 (zus. mit Klaus-Dieter Altmeppen und Tanja Kössler).
- Methodological Approaches to European Communication and Media History. About comparisons, transfers and a European public sphere. In: medien&zeit (media&time), 26 Jg. (2011), Heft 4, S. 36–48.
- Von der Politisierung der Medien zur Medialisierung des Politischen? Zum Verhältnis von Medien und Politik im 20. Jahrhundert. Leipzig: Universitätsverlag 2010 (Hrsg. zus. mit Christoph Classen, Edgar Lersch, Susanne Kinnebrock und Hans-Ulrich Wagner).
- Ethik und Profit. In: Schicha, Christian/Brosda, Carsten (Hrsg.): Handbuch Medienethik. Wiesbaden: VS 2010, S. 331–347 (zus. mit Klaus-Dieter Altmeppen).
- Geschichtsjournalismus. Zwischen Information und Inszenierung. Berlin: Lit 2010 (Hrsg. zus. mit Walter Hömberg und Susanne Kinnebrock).
- Qualitätsjournalismus. Die Zeitung und ihr Publikum. Konstanz: UVK 2009 (zugl. Habilitationsschrift, Katholische Universität Eichstätt-Ingolstadt 2008).
- Kommunikationsgeschichte. Positionen und Werkzeuge. Ein diskursives Hand- und Lehrbuch. Berlin: Lit 2008. (Hrsg. zus. mit Markus Behmer und Bernd Semrad).
- Propagandaforschung. In: Sander, Uwe/Gross, Friederike von/Hugger, Kai-Uwe (Hrsg.): Handbuch Medienpädagogik. Wiesbaden: VS 2008, S. 192–197.
- Alte Medien – neue Medien. Theorieperspektiven, Medienprofile, Einsatzfelder. Festschrift für Jan Tonnemacher. Münster: VS 2005. (Hrsg. zus. mit Christoph Neuberger).
- Zwischen Pop und Propaganda. Radio in der DDR. Berlin: Links-Verlag 2004. (Hrsg. zus. mit Christoph Classen).
- Propaganda als ideologische Kommunikation. In: Publizistik, 48. Jg. (2003), Heft 1, S. 63–82.
- Kalter Krieg im Äther. Der Deutschlandsender und die Westpropaganda der DDR. Münster/Hamburg/London: Lit 2002 (zugl. Dissertation Universität München 2001).